# Гетто в Пропойске (Славгороде)
Гетто в Пропо́йске (Сла́вгороде) (лето 1941 — октябрь 1941) — еврейское гетто, место принудительного переселения евреев посёлка Пропойск (с 1945 года — город Славгород) Могилёвской области и близлежащих населённых пунктов в процессе преследования и уничтожения евреев во время оккупации территории Белоруссии войсками нацистской Германии в период Второй мировой войны.

## Оккупация Пропойска и создание гетто
В 1939 году в посёлке Пропойск проживали 1038 евреев — 22 % населения. Посёлок был захвачен немецкими войсками 30 августа 1941 года, и оккупация продлилась 2 года и 3 месяца — до 25 ноября 1943 года. Комендантом города был назначен садист Ханс — фольксдойче из Поволжья.
В октябре 1941 года немцы, реализуя нацистскую программу уничтожения евреев, организовали в Пропойске гетто. Туда же привезли евреев и из других деревень, в том числе из Гайшина и Ветки.

## Условия в гетто
Всех евреев согнали в несколько уцелевших еврейских домов между зданиями современного комбината бытового обслуживания и райкома партии и у пересечения улиц Пионерской и Комсомольской. Здание бывшей синагоги оказалось в центре гетто.
Узникам под страхом смерти запретили появляться без нашитых спереди и сзади на верхней одежде меток в виде желтых кругов.
Гетто оцепили колючей проволокой, и его охраняли немцы. Евреев использовали на принудительных работах — в том числе, на уборке урожая и ремонте дорог.

## Уничтожение гетто
Одним утром в октябре 1941 года евреев, более 90 (от 120 до 170) человек — стариков, женщин и детей, построили в колонну и под охраной немцев и полицейских погнали по направлению к деревне Кургановка к противотанковому рву. Впереди колонны шёл с сидуром в руках старик Урецкий Меер Гиршевич с женой Хаей Берковной, и до последней минуты жизни он читал молитвы. У рва обречённым людям приказали раздеться и лечь на дно ямы, после чего немцы и полицаи открыли по ним сверху огонь. Одежду убитых забрали себе полицаи. Нет свидетельств, что до или во время этой «акции» (таким эвфемизмом нацисты называли организованные ими массовые убийства) хоть кто-нибудь сумел спастись.
Плоткина Лейзера-Шмае оставили в живых как опытного кузнеца. После взрыва авиабомбы больница Пропойска стояла без крыши, и, собрав около неё жителей посёлка, немецкий офицер спросил, кто может починить крышу? Когда из толпы показали на Плоткина, немецкий офицер приказал ему взять несколько помощников и приступить к работе. Старый кузнец заявил, что не будет ничего делать и плюнул офицеру в лицо. Нацист в бешенстве расстрелял еврея на месте.

## Память
Опубликованы неполные списки жертв геноцида евреев в Пропойске, в том числе в местной газете «Ленинское слово».
Памятник на месте расстрела установили евреи, оставшиеся в живых после войны на собранные ими деньги, под руководством Игудина Михаила. В середине 1980-х годов прямо через это место прокладывали улицу Рокоссовского, и памятник снесли. Восстановить его удалось только через несколько лет. Надпись на памятнике (с ошибкой в дате): «Ваших имен благородных // Мы перечислить не можем. // Вас много землею сырою сокрыто. // Но знайте, родные, // Никто не забыт и ничто не забыто. 1942 год. 98 человек еврейской национальности расстреляно здесь фашистами».